# Télésite

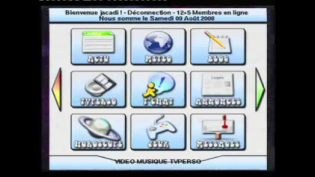
Capture d'écran de Télésite

Télésite était une fonctionnalité de la Freebox, lancée le 6 mars 2008, permettant de naviguer sur des sites internet codés en une version dérivée du HTML 3.2, le HTML Freebox (déjà utilisé par Freeplayer).
Pour activer la fonctionnalité, il fallait que le micrologiciel de la Freebox soit publié après le 7 mars 2008 et avoir accepté les conditions générales de vente de la Freebox.
Free a mis fin à ce service le 11 janvier 2017.

## Applications
On trouve par exemple, sur les télésites, des jeux vidéo (fonctionnalité maintenant remplacée par Elixir), des informations diverses (bourse, horoscope, trafic, météo...), des chaînes de télévision, de radio, des quiz, des applications de discussion...

## Contraintes
- Les télésites doivent être hébergés en IPv6 : actuellement, très peu d'hébergeurs gratuits proposent cette option.
- Le HTML Freebox est très limité (pas de CSS, de JavaScript, beaucoup de balises manquantes par rapport au HTML 3.2)...